# (400204) 2007 AE30
(400204) 2007 AE30 es un asteroide perteneciente al cinturón de asteroides, descubierto el 10 de enero de 2007 por el equipo del Mount Lemmon Survey desde el Observatorio del Monte Lemmon, Arizona, Estados Unidos.

## Designación y nombre
Designado provisionalmente como 2007 AE30.

## Características orbitales
2007 AE30 está situado a una distancia media del Sol de 2,899 ua, pudiendo alejarse hasta 3,056 ua y acercarse hasta 2,741 ua. Su excentricidad es 0,054 y la inclinación orbital 10,10 grados. Emplea 1802,91 días en completar una órbita alrededor del Sol.

## Características físicas
La magnitud absoluta de 2007 AE30 es 16,9.